# Frantz Bertin
Frantz Bertin (París, Francia, 30 de mayo de 1983) es un exfutbolista haitiano que ocupaba la posición de centrocampista.

## Trayectoria
Se inició en la cantera de la Juventus italiana, de donde pasa al filial del Racing de Santander. En la temporada 04-05 debutó con el primer equipo cántabro, con quien sumó quince partidos en la máxima categoría. Posteriormente pasó por C. D. Tenerife, el Atlético de Madrid "B" y el Benidorm C. F.
En 2008 dejó la competición española y recaló en el F. C. Lucerna de Suiza. Al año siguiente fichó para el conjunto griego del OFI Creta.

## Selección nacional
Fue internacional con la selección de Haití y participó en la Copa de Oro de la Concacaf de 2007, 2009 y 2015.